# James Connolly (coureur de fond)
Pour les articles homonymes, voir James Connolly et Connolly.
James Connolly (né le 4 janvier 1900 à Woburn et décédé le 30 septembre 1940) est un athlète américain spécialiste du demi-fond. Mesurant 1,72 m pour 61 kg, son club était le Boston Athletic Association.

## Biographie

### Palmarès
| Date | Compétition           | Lieu  | Résultat | Épreuve            | Performance |
| ---- | --------------------- | ----- | -------- | ------------------ | ----------- |
| 1924 | Jeux olympiques d'été | Paris | 3e       | 3 000 m par équipe | 25 pts      |

### Records
| Épreuve | Performance  | Lieu | Date |
| ------- | ------------ | ---- | ---- |
| Mile    | 4 min 17 s 2 |      | 1921 |